# Gräberfeld von Edsängens

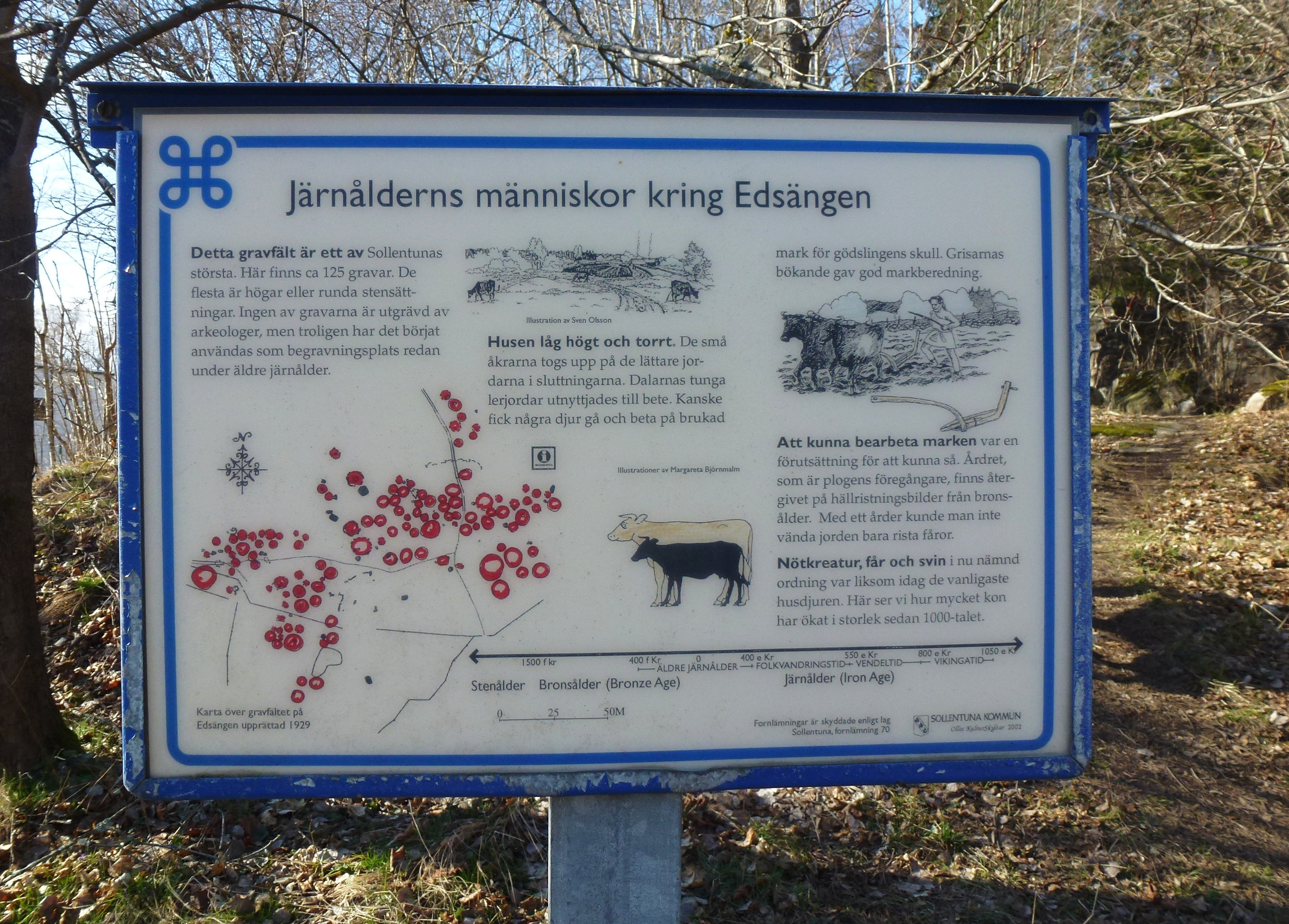
Gräberfeld von Edsängens

Das Gräberfeld von Edsängens ist ein Gräberfeld der Wikingerzeit (800–1050 n. Chr.) in Edsberg, nordöstlich von Sollentuna in der schwedischen Provinz Stockholms län und der historischen Provinz Uppland. Es gibt 125 Monumente, die das Gräberfeld zu einem der größten der Region machen.

## Beschreibung
Das 200 × 90 bis 140 m messende Gräberfeld liegt zwischen dem Meeresarm Edsviken und dem heutigen See Norrviken, der während der Wikingerzeit eine Verbindung zur Ostsee hatte. Die Denkmäler bestehen aus 109 runden Steinsetzungen, 15 Grabhügeln und einem Treudd. Die Hügel haben Durchmesser zwischen fünf und zehn Metern und die Steinsetzungen solche von zwei bis neun Metern. Ihre Höhen sind unterschiedlich. Keines der Gräber wurde archäologisch untersucht. Wahrscheinlich wurde dieses Gräberfeld schon während älteren Eisenzeit (500 v. Chr. bis 0) genutzt.

Gräberfeld von Edsängens
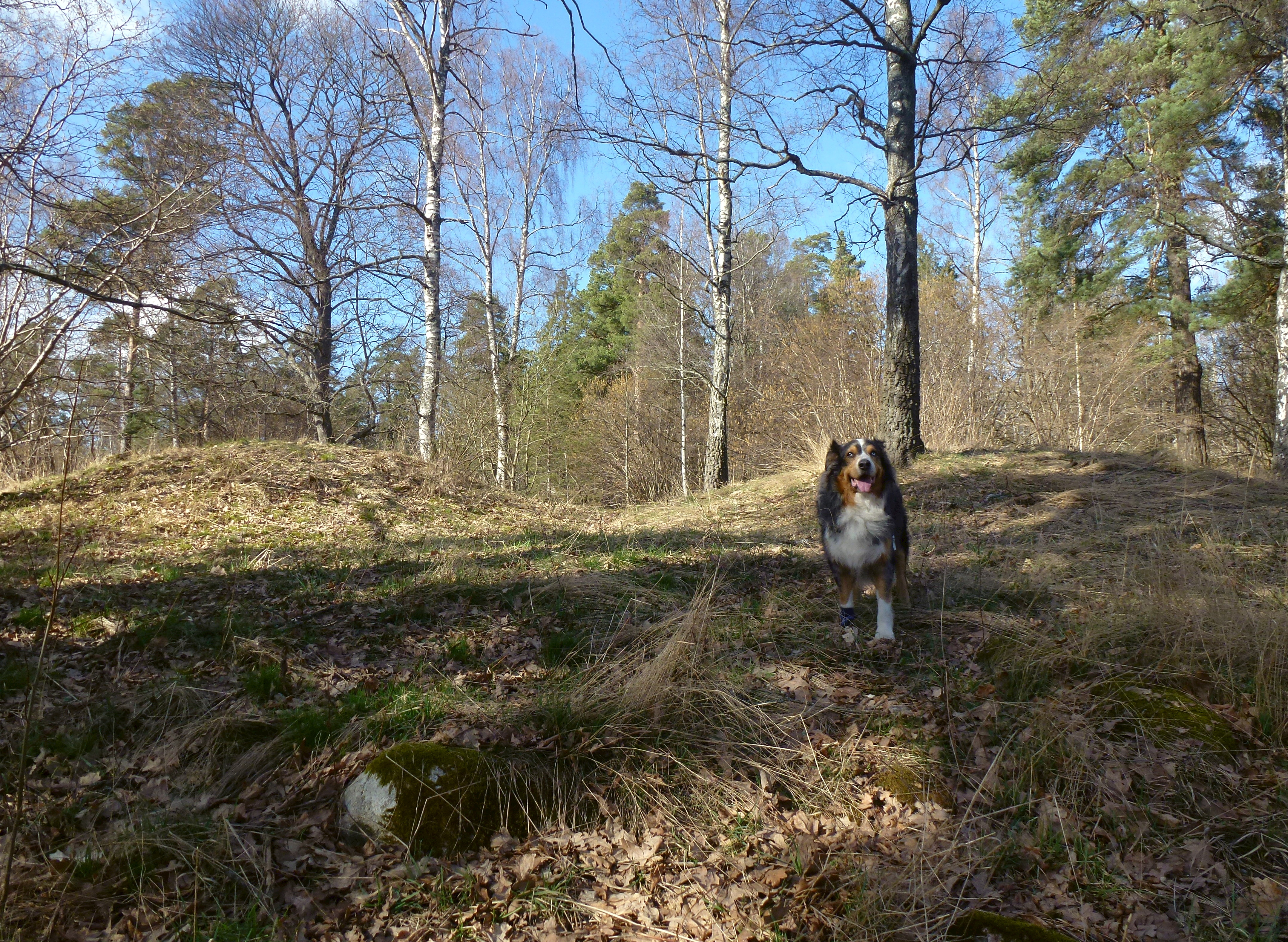
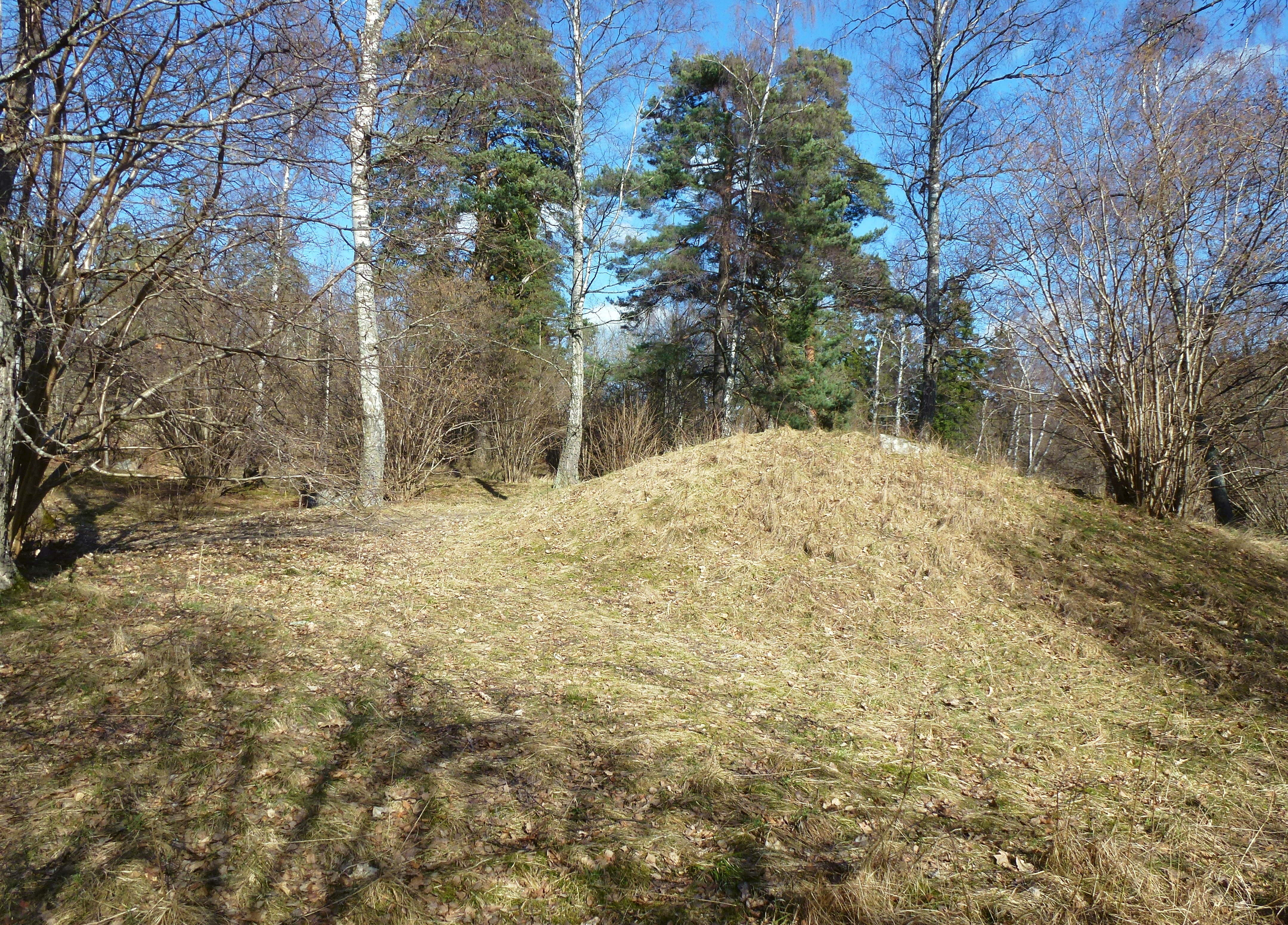
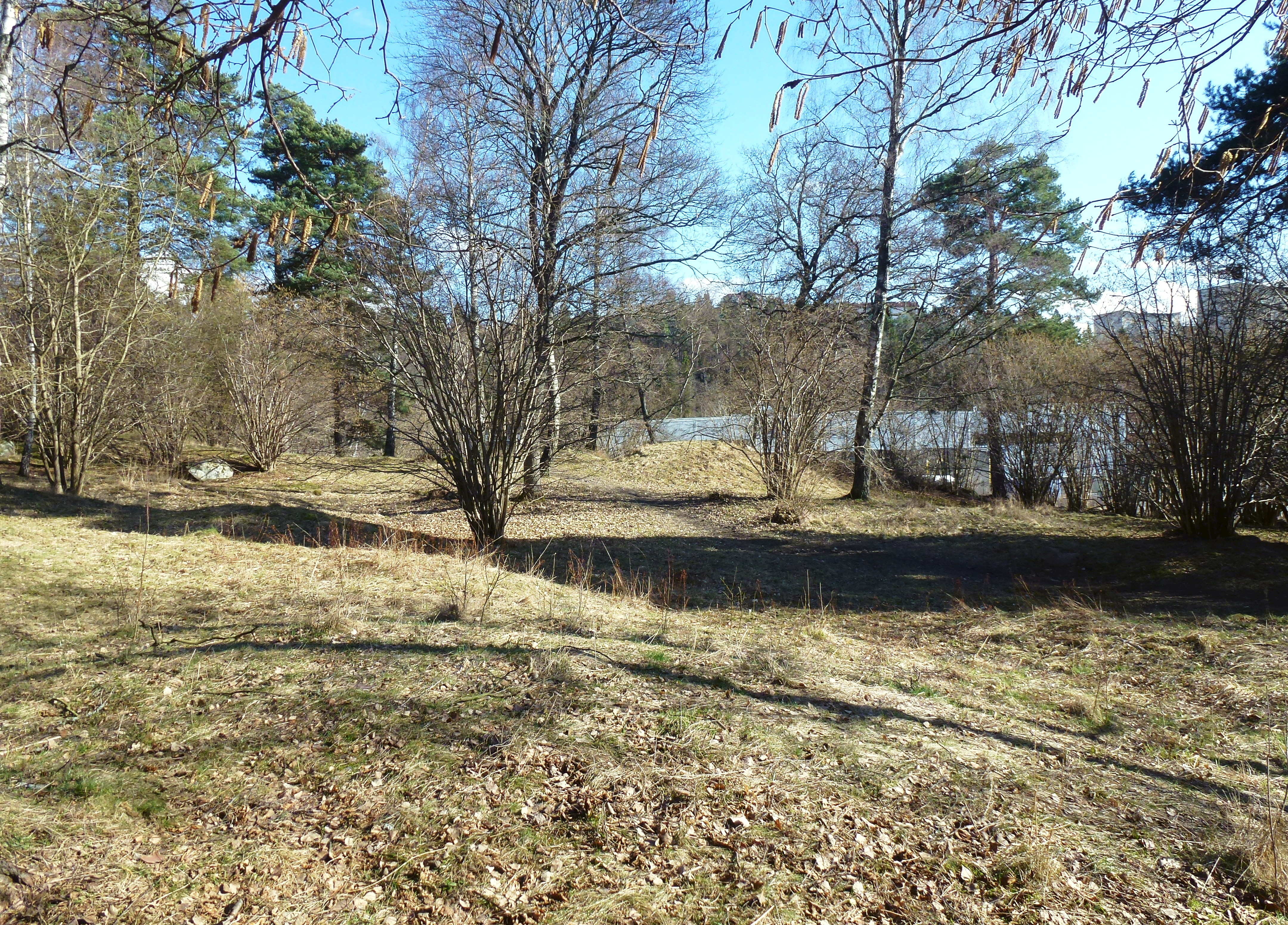
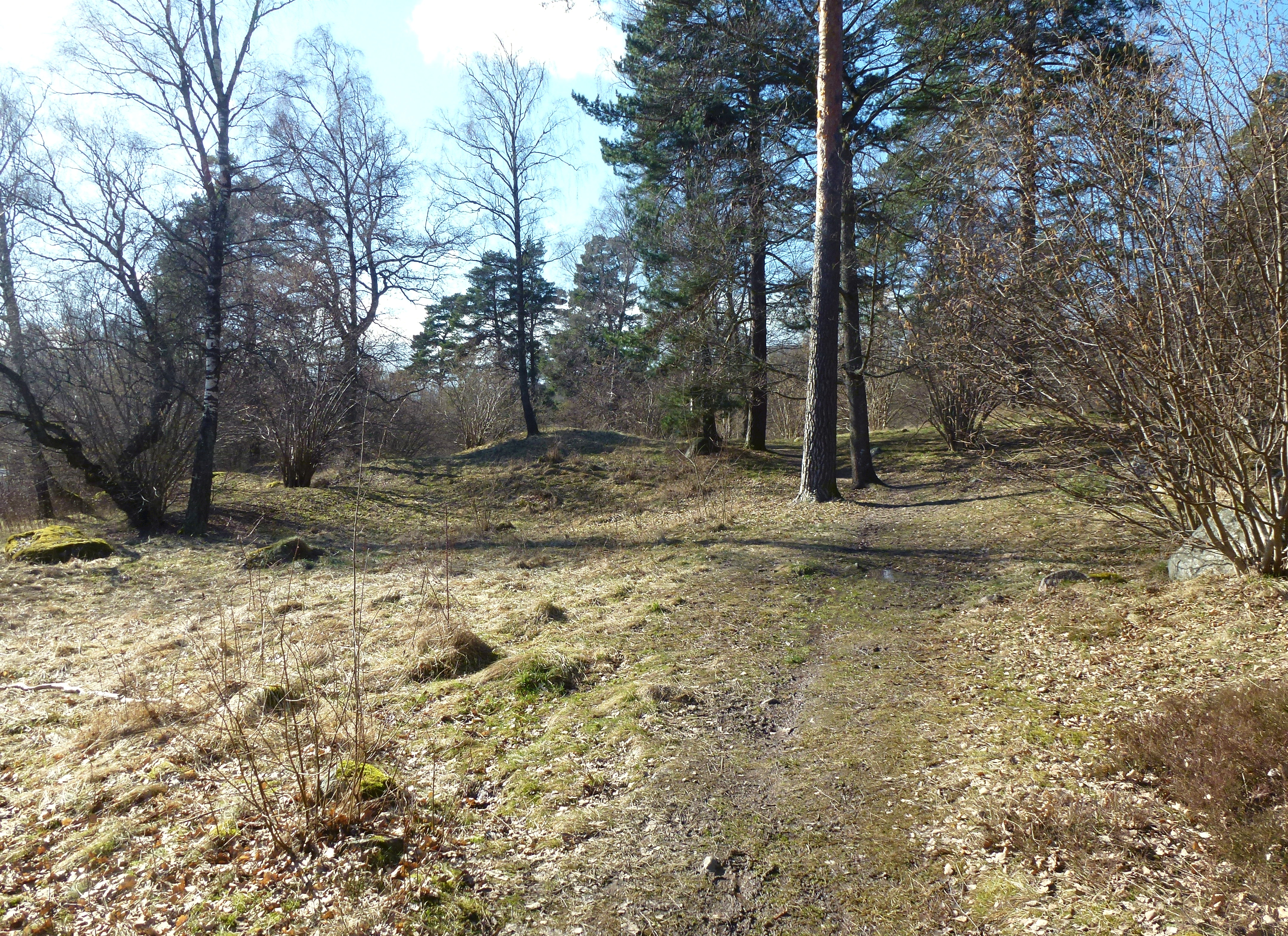

In der Nähe liegt das Gräberfeld von Sollentuna. Im nahen Södersätra steht der Runenstein U 101, einer der Jarlabankestenarna (RAÄ-Nr. Sollentuna 74:1).